# Wilhelmus Demarteau
Wilhelmus Demarteau MSF (ur. 24 stycznia 1917 w Hornie, zm. 5 grudnia 2012) – holenderski misjonarz katolicki posługujący w Indonezji, wikariusz apostolski 1954-1961, a następnie biskup diecezjalny Banjarmasin 1961-1983.

## Życiorys
Święcenia kapłańskie otrzymał 27 lipca 1941.
6 stycznia 1954 papież Pius XII mianował go wikariuszem apostolskim Banjarmasin ze stolicą tytularną Arsinoë in Cypro. 5 maja 1954 z rąk arcybiskupa Georges'a de Jonghe d'Ardoye przyjął sakrę biskupią. 3 stycznia 1961 po reformie administracyjnej objął funkcję biskupa diecezjalnego Banjarmasin. 6 czerwca 1983 ze względu na wiek złożył rezygnację z zajmowanej funkcji.
Zmarł 5 grudnia 2012.